# Eadie Fraser
Malcolm John Eadie Fraser (Goderich, 4 de março de 1860 – Sydney, 8 de janeiro de 1886) foi um futebolista internacional escocês, que jogou no Queen's Park e na Seleção Escocesa nas décadas de 1870 e 1880.
Fraser nasceu em Goderich, Ontário, filho de um ministro presbiteriano escocês. Voltando à Escócia quando menino, foi criado em Glasgow. Um jogador talentoso, venceu cinco jogos pela Seleção Escocesa entre 1880 e 1883, marcando quatro gols no processo. No Queen's Park, ganhou duas medalhas na Copa da Escócia e foi secretário do clube em 1882/83.
Morreu em Sydney, na Austrália, de tuberculose, pouco depois de chegar em uma viagem marítima da Escócia, tendo sido enviado para lá em um esforço para curar os efeitos da doença, que contraiu enquanto trabalhava na Nigéria.